# Agnieszka Soszyńska-Maj
Agnieszka Ewa Soszyńska-Maj – polska entomolog, dr hab. nauk ścisłych i przyrodniczych, adiunkt Instytutu Ekologii i Ochrony Środowiska Wydziału Biologii i Ochrony Środowiska Uniwersytetu Łódzkiego.

## Życiorys
W 1999 uzyskała tytuł magistra biologii na Wydziale Biologii i Ochrony Środowiska Uniwersytetu Łódzkiego. 21 stycznia 2005 obroniła pracę doktorską Naśnieżne muchówki (Diptera) i wojsiłki (Mecoptera) Wzniesień Łódzkich, 24 września 2019 habilitowała się na podstawie pracy zatytułowanej Systematyka oraz relacje filogenetyczne kopalnych i współczesnych wojsiłek (Insecta, Mecoptera). Została zatrudniona na stanowisku adiunkta w Instytucie Ekologii i Ochrony Środowiska na Wydziale Biologii i Ochrony Środowiska Uniwersytetu Łódzkiego.
Piastuje funkcję przewodniczącego komisji rewizyjnej Polskiego Towarzystwa Entomologicznego. 